# Виљас Мар де Кортез, Ранчо Гранде (Енсенада)
Виљас Мар де Кортез, Ранчо Гранде (шп. Villas Mar de Cortez, Rancho Grande) насеље је у Мексику у савезној држави Доња Калифорнија у општини Енсенада. Насеље се налази на надморској висини од 10 м.

## Становништво
Према подацима из 2010. године у насељу су живела 3 становника.

### Хронологија
| Година       | 2000      | 2005 | 2010 |
| ------------ | --------- | ---- | ---- |
| Становништво | 8 (4 / 4) | 3    | 3    |

### Попис
| # | Индикатор                     | Вредност |
| - | ----------------------------- | -------- |
| 1 | Укупно домаћинстава           | 22       |
| 2 | Укупно насељених домаћинстава | 2        |
| 3 | Величина локације             | 1        |